# Mirai Nagasu
Mirai Aileen Nagasu (japonês: 長洲 未来, Hepburn: Nagasu Mirai, Montebello, Califórnia, 16 de abril de 1993) é uma patinadora artística americana. Ela conquistou uma medalha de prata e duas de bronze no Campeonato dos Quatro Continentes, uma medalha de prata e uma de bronze no Campeonato Mundial Júnior, e foi campeã do Campeonato dos Estados Unidos de 2008. Nos Jogos Olímpicos de Inverno de 2018 em PyeongChang, Nagasu conquistou a medalha de bronze na competição por equipes, e terminou da décima posição no individual feminino.

## Principais resultados
| Resultados | Resultados       | Resultados        | Resultados    | Resultados       | Resultados        | Resultados       | Resultados        | Resultados        | Resultados    | Resultados        | Resultados        | Resultados       |
| Internacional | Internacional    | Internacional     | Internacional | Internacional    | Internacional     | Internacional    | Internacional     | Internacional     | Internacional | Internacional     | Internacional     | Internacional    |
| Evento/Temporada | 2006– 2007       | 2007– 2008        | 2008– 2009    | 2009– 2010       | 2010– 2011        | 2011– 2012       | 2012– 2013        | 2013– 2014        | 2014– 2015    | 2015– 2016        | 2016– 2017        | 2017– 2018       |
| --- | ---------------- | ----------------- | ------------- | ---------------- | ----------------- | ---------------- | ----------------- | ----------------- | ------------- | ----------------- | ----------------- | ---------------- |
| Jogos Olímpicos |                  |                   |               | 4.ª              |                   |                  |                   |                   |               |                   |                   | 10.ª             |
| Campeonato Mundial |                  |                   |               | 7.ª              |                   |                  |                   |                   |               | 10.ª              |                   | 10.ª             |
| Campeonato dos Quatro Continentes |                  |                   |               |                  | Medalha de bronze |                  |                   | 10.ª              |               | Medalha de prata  | Medalha de bronze |                  |
| GP Cup of China |                  |                   |               | 5.ª              | 4.ª               | Medalha de prata | 4.ª               |                   |               |                   |                   |                  |
| GP NHK Trophy |                  |                   | 8.ª           |                  |                   |                  | Medalha de bronze | 8.ª               |               | 5.ª               | 5.ª               | 4.ª              |
| GP Rostelecom Cup |                  |                   |               |                  |                   |                  |                   | Medalha de bronze | 4.ª           |                   |                   | 9.ª              |
| GP Skate America |                  |                   | 5.ª           |                  |                   |                  |                   |                   | 6.ª           |                   |                   |                  |
| GP Skate Canada International |                  |                   |               | 4.ª              |                   | 5.ª              |                   |                   |               |                   | 9.ª               |                  |
| GP Trophée Éric Bompard |                  |                   |               |                  | Medalha de prata  |                  |                   |                   |               |                   |                   |                  |
| CS Autumn Classic International |                  |                   |               |                  |                   |                  |                   |                   |               |                   | Medalha de ouro   |                  |
| CS Ice Challenge |                  |                   |               |                  |                   |                  |                   |                   |               | Medalha de ouro   |                   |                  |
| CS Lombardia Trophy |                  |                   |               |                  |                   |                  |                   |                   |               |                   | Medalha de bronze |                  |
| CS Nebelhorn Trophy |                  |                   |               |                  |                   |                  |                   |                   |               | 5.ª               |                   |                  |
| CS U.S. International Classic |                  |                   |               |                  |                   |                  |                   |                   | 5.ª           |                   |                   | Medalha de prata |
| Finlandia Trophy |                  |                   |               |                  |                   |                  | Medalha de bronze | 4.ª               |               |                   |                   |                  |
| Nebelhorn Trophy |                  |                   |               |                  |                   | Medalha de ouro  |                   |                   |               |                   |                   |                  |
| Internacional – Júnior |                  |                   |               |                  |                   |                  |                   |                   |               |                   |                   |                  |
| Campeonato Mundial Júnior | Medalha de prata | Medalha de bronze |               |                  |                   |                  |                   |                   |               |                   |                   |                  |
| JGP Grand Prix Júnior Final |                  | Medalha de ouro   |               |                  |                   |                  |                   |                   |               |                   |                   |                  |
| JGP JGP Croácia |                  | Medalha de ouro   |               |                  |                   |                  |                   |                   |               |                   |                   |                  |
| JGP JGP Estados Unidos |                  | Medalha de ouro   |               |                  |                   |                  |                   |                   |               |                   |                   |                  |
| Nacional |                  |                   |               |                  |                   |                  |                   |                   |               |                   |                   |                  |
| Campeonato dos Estados Unidos |                  | Medalha de ouro   | 5.ª           | Medalha de prata | Medalha de bronze | 7.ª              | 7.ª               | Medalha de bronze | 10.ª          | Medalha de peltre | Medalha de peltre | Medalha de prata |
| Campeonato dos Estados Unidos – Júnior | Medalha de ouro  |                   |               |                  |                   |                  |                   |                   |               |                   |                   |                  |
| Seccional Costa Pacífico – Júnior | Medalha de ouro  |                   |               |                  |                   |                  |                   |                   |               |                   |                   |                  |
| Regional Pacífico Sudoeste – Júnior | Medalha de ouro  |                   |               |                  |                   |                  |                   |                   |               |                   |                   |                  |
| Equipes |                  |                   |               |                  |                   |                  |                   |                   |               |                   |                   |                  |
| Jogos Olímpicos |                  |                   |               |                  |                   |                  |                   |                   |               |                   |                   | 3T/2P            |
| Japan Open |                  | 3T/5P             |               |                  |                   |                  |                   |                   | 2T/5P         |                   |                   | 3T/4P            |
| |                  |                   |               |                  |                   |                  |                   |                   |               |                   |                   |                  |
| Legenda: GP = Grand Prix; CS = Challenger Series; JGP = Grand Prix Júnior; T = Posição da equipe; P = Posição individual; Competição não foi disputada nesta temporada; Competição não fez parte do GP/CS; Competição fez parte do GP/CS |                  |                   |               |                  |                   |                  |                   |                   |               |                   |                   |                  |

### Níveis menores
| Resultados                                 | Resultados | Resultados        | Resultados      | Resultados | Resultados | Resultados | Resultados | Resultados | Resultados | Resultados | Resultados | Resultados |
| Nacional                                   | Nacional   | Nacional          | Nacional        | Nacional   | Nacional   | Nacional   | Nacional   | Nacional   | Nacional   | Nacional   | Nacional   | Nacional   |
| Evento/Temporada                           | 2002– 2003 | 2003– 2004        | 2004– 2005      | 2005– 2006 |            |            |            |            |            |            |            |            |
| ------------------------------------------ | ---------- | ----------------- | --------------- | ---------- | ---------- | ---------- | ---------- | ---------- | ---------- | ---------- | ---------- | ---------- |
| Regional Pacífico Sudoeste – Noviço        |            |                   |                 | 5.ª        |            |            |            |            |            |            |            |            |
| Regional Pacífico Sudoeste – Intermediário |            | Medalha de peltre | Medalha de ouro |            |            |            |            |            |            |            |            |            |
| Regional Pacífico Sudoeste – Juvenil       | 5.ª        |                   |                 |            |            |            |            |            |            |            |            |            |
|                                            |            |                   |                 |            |            |            |            |            |            |            |            |            |